# Chi Gừng đen
Chi Gừng đen (danh pháp khoa học: Distichochlamys) là một chi thuộc họ Gừng (Zingiberaceae). Chi cây này được Mark Fleming Newman miêu tả lần đầu tiên tại Việt Nam vào năm 1995. Đến thời điểm năm 2020, Distichochlamys có thể coi là chi đặc hữu của Việt Nam, gồm tổng cộng 4 loài, được phát hiện từ năm 1995 tới năm 2012 tại quốc gia này. Distichochlamys có quan hệ gần với chi Scaphochlamys và Boesenbergia. Tên gọi chính thức trong tiếng Việt hiện vẫn chưa có.

## Các loài
- Distichochlamys citrea M.F.Newman, 1995 (gừng đen): phân bố tại khu vực Cúc Phương, Việt Nam. Đây là loài điển hình của chi này, lá màu xanh và hoa màu vàng, có điểm vệt đỏ giữa nụ.
- Distichochlamys orlowii K.Larsen & M.F.Newman, 2001 (gừng đen Orlow): Phân bố trong một khu vực hẹp tại một làng thuộc huyện An Khê, tỉnh Gia Lai.
- Distichochlamys rubrostriata W.J.Kress & Rehse, 2003 (gừng đen khía đỏ): Phân bố tại khu vực Cúc Phương, Việt Nam, do Tania Rehse (Đại học Duke) và John Kress (Viện Smithsonian) miêu tả và đặt tên chính thức. Nói cách khác, chúng là loài cây dạng gừng đặc hữu ở miền bắc Việt Nam. Loài cây dạng gừng này có tán lá xanh nhạt, hoa màu vàng tươi, nở liên tục trong một số tuần. Do là loại cây thuộc vùng nhiệt đới nên một số nhà khoa học cho rằng chúng không thích hợp với vùng khí hậu giá lạnh. Tuy nhiên, người ta có thể trồng chúng trong chậu, đặt trong nhà vào mùa đông.
- Distichochlamys benenica Q.B. Nguyen & Škorničk, 2012:[2] Được các nhà khoa học Việt Nam và Singapore tìm thấy ở Vườn quốc gia Bến En, Thanh Hóa vào tháng 4 năm 2011.[3]